# Герб Драбівського району
Герб Драбівського району — офіційний символ Драбівського району, затверджений 29 жовтня 2003 р. рішенням сесії районної ради.

## Опис
На зеленому щиті іспанський щит, перетятий двічі. На верхній вужчій срібній частині червоний напис «Драбівський район». На середній широкій лазуровій частині золотий пшеничний колос. На нижній золотій частині лук із натягнутою тятивою. Над щитком золоті промені сонця, а внизу на срібному полі з чорною облямівкою Тризуб.